# James N. Adam

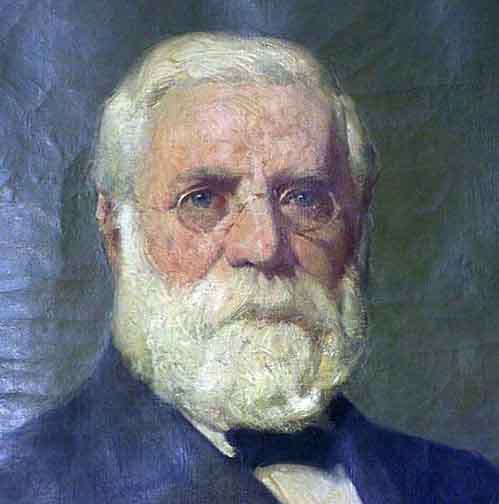

James Noble Adam (Peebles, Escócia, 1 de março de 1842 - 1912) foi um político estadunidense de origem escocesa. Ele foi prefeito da cidade de Buffalo, Nova Iorque, entre 1906 e 1909.